# Wahlen zum Repräsentantenhaus der Vereinigten Staaten 1914
Bei den Wahlen zum Repräsentantenhaus der Vereinigten Staaten 1914 wurden am 3. November 1914 die Abgeordneten des Repräsentantenhauses gewählt. Im Bundesstaat Maine fanden die Wahlen bereits am 14. September statt. Die Wahlen waren Teil der allgemeinen Wahlen zum 64. Kongress der Vereinigten Staaten in jenem Jahr, bei denen auch ein Drittel der US-Senatoren gewählt wurden. Da die Wahlen etwa in der Mitte der ersten Amtszeit des Demokratischen Präsidenten Woodrow Wilson stattfanden (Midterm Election), galten sie auch als Votum über die bisherige Politik des Präsidenten.
Zu dieser Zeit bestanden die Vereinigten Staaten aus 48 Bundesstaaten. Es waren 435 Abgeordnete zu wählen. Die Sitzverteilung basierte auf der Volkszählung von 1910.
Bei der Wahl verloren die Demokraten 61 Mandate. Sie kamen nun nur noch auf 230 Sitze, was aber immer noch für die absolute Mehrheit im Repräsentantenhaus ausreichte. Auf der anderen Seite konnten die Republikaner 62 Sitze hinzugewinnen und damit 196 Abgeordneten stellen. Die Progressive Party hatte 1912 bei ihrer ersten Wahlteilnahme auch gleich ihren Höhepunkt erreicht. Damals hatte sie 9 Sitze gewonnen. Bei diesen Wahlen kam sie nur noch auf 6 Mandate. Gründe für den Umschwung zu Gunsten der Republikaner waren zum einen die Tatsache, dass die Partei ihre interne Spaltung überwunden hatte, die 1912 zur Wahlniederlage geführt hatte. Die meisten Mitglieder der damals abgespaltenen Progressive Party kehrten allmählich zur Mutterpartei zurück. Die aufblühende Wirtschaft in den Vereinigten Staaten kam ebenfalls den Republikanern zugute. Der im August 1914 in Europa ausgebrochene Erste Weltkrieg stellte damals noch kein Wahlkampfthema dar, weil ein amerikanischer Kriegseintritt, anders als bei den Wahlen 1916, nicht im Gespräch war.
Wahlberechtigt und wählbar waren nur Männer. Frauen waren noch bis 1920 auf Bundesebene von Wahlen ausgeschlossen. Vor allem in den Südstaaten war das Wahlrecht durch Gesetze eingeschränkt, die das Wahlrecht an ein bestimmtes Steueraufkommen knüpften. Dadurch wurden ärmere Weiße, vor allem aber viele Afro-Amerikaner vom Wahlrecht ausgeschlossen.

## Wahlergebnis
- Demokratische Partei 230 (291) Sitze
- Republikanische Partei 196 (134) Sitze
- Progressive Party: 6 (9) Sitze
- Sonstige: 3 (1) Sitze

Gesamt: 435 (435)
In Klammern sind die Ergebnisse der letzten Wahl zwei Jahre zuvor. Veränderungen im Verlauf der Legislaturperiode, die nicht die Wahlen an sich betreffen, sind bei diesen Zahlen nicht berücksichtigt, werden aber im Artikel über den 64. Kongress im Abschnitt über die Mitglieder des Repräsentantenhauses bei den entsprechenden Namen der Abgeordneten vermerkt. Das Gleiche gilt für Wahlen in Staaten, die erst nach dem Beginn der Legislaturperiode der Union beitraten. Daher kommt es in den Quellen gelegentlich zu unterschiedlichen Angaben, da manchmal Veränderungen während der Legislaturperiode in die Zahlen eingearbeitet wurden und manchmal nicht.